# Au-delà des limites
 (juillet 2011).
Si vous disposez d'ouvrages ou d'articles de référence ou si vous connaissez des sites web de qualité traitant du thème abordé ici, merci de compléter l'article en donnant les références utiles à sa vérifiabilité et en les liant à la section « Notes et références ».
Pour plus de détails, voir Fiche technique et Distribution.
Au-delà des limites est un téléfilm dramatique/sportif qui a été produit par la chaîne MTV et réalisé par Neema Barnette. Les deux actrices principales du téléfilm sont Adrienne Bailon incarnant Gabby Espinoza et Ciara Harris incarnant Becca Watley.

## Synopsis
Les Madonnas et les Phantoms, deux équipes de volleyball en rivalité, s'affrontent sur le terrain comme dans la rue sans toujours respecter les règles du jeu. Gabby Espinoza (Adrienne Bailon) est la capitaine des Phantoms du lycée Cathedral High Phantoms. Sa maman est morte alors qu'elle était très jeune et, récemment, un incendie a tué son père, un pompier. Coïncidence, l'incendie a eu lieu dans l'enceinte du lycée Madonna's School (l'équipe rivale des Phantoms). Dans ce film, il est question d'être meilleur individuellement mais aussi en tant qu'équipe. À travers les amitiés perdues, les cœurs brisés, les victoires et la drogue qui a causé le renvoi de quelques membres de l'équipe, les filles commencent par collaborer . Après avoir réalisé qu'il n'y a pas de « je » dans une équipe, elles laissent leurs drames de côté et se lancent pour le championnat !

## Fiche technique
- Musique : Kenn Michael
- Décors : Cecil Gentry
- Costume : Mynka Draper
- Photo : Chuck Cohen
- Producteur : Leslie Belzberg, Patrick Faulstich, Karen Firestone et Max Wong
- Société de distribution : Paramount Pictures - Summit Entertainment
- Langue : Anglais

## Distribution
- Adrienne Bailon : Gabby Espinoza
- Ciara Harris : Becca Watley
- Sarah Wright : Lauren McDonald
- Taylor Cole : Kaitlan
- Jennifer Pena : Lettie
- Daniella Alonso : Rada Kincaid
- Laila Ali : Heather Phillips
- Efren Ramirez : Carlos
- Michael Copon : Artie Sanchez
- Faizon Love : Coach Harlan
- Barbara Niven : Peggy McDonald
- Renée Victor : Grand-mère
- Datari Turner : Derick